# 행운의 반전
《행운의 반전》(영어: Reversal of Fortune)은 미국에서 제작된 바르베 슈뢰되르 감독의 1990년 드라마 영화이다. 법학 교수 앨런 더셔위츠가 쓴 1985년 책 〈Reversal of Fortune: Inside the von Bülow Case〉를 각색하였다. 글렌 클로스, 제러미 아이언스 등이 출연하였고, 에드워드 R. 프레스먼 등이 제작에 참여하였다.
1991년 제63회 아카데미상에서 제러미 아이언스가 남우 주연상을 수상하였으며 감독상과 각색상(니컬러스 커잰) 후보에 올랐다.

## 출연진
- 글렌 클로스
- 제러미 아이언스
- 론 실버
- 애너벨라 쇼라
- 피셔 스티븐스
- 우타 하겐
- 크리스틴 버랜스키
- 스티븐 메일러
- 펄리시티 허프먼
- 요한 칼로
- 키스 레딘
- 미첼 휫필드
- 리사 게이 해밀턴
- 줄리 해거티
- 빌 캠프

## 기타 제작진
- 공동 제작: 일론 더셔위츠, 니컬러스 커잰
- 협력 제작: 마이클 플린, 다이앤 슈나이더
- 배역: 하워드 퓨어
- 미술: 멜 본
- 의상: 밀레나 카노네로, 주디아나 머코프스키